# Stefan Möbs
Stefan Möbs (* 15. August 1956 in Wetzlar) ist ein deutscher Diplomat im Ruhestand. Er war von August 2019 bis Juni 2022 Botschafter in Kuwait.

## Laufbahn
Stefan Möbs trat 1986 in den Auswärtigen Dienst ein. Vorher studierte er Germanistik und Rechtswissenschaft in Essen, Münster und Lausanne, absolvierte das Rechtsreferendariat am OLG Düsseldorf und legte 1986 das 2. juristische Staatsexamen ab. Seit 1979 ist er Mitglied der Studentenverbindung Société d’Étudiants Germania Lausanne.
Nach dem Ende des Vorbereitungsdienstes für den höheren Auswärtigen Dienst fand Möbs zunächst Verwendung im Auswärtigen Amt und war danach an den Botschaften in Addis Abeba (1988–1991) und London (1991–1994) tätig. Es folgte eine erneute Verwendung im Auswärtigen Amt (1994–1997), dann eine Zeit als Stellvertretender Botschafter an der Botschaft Damaskus (1997–2000) und eine weitere Verwendung im Auswärtigen Amt, diesmal als stellvertretender Referatsleiter.
Von 2004 bis 2005 studierte Möbs ein Jahr unter dem Harvard Fellowship Program in Boston und wirkte anschließend bis 2008 an der Botschaft in Washington. Bevor er 2011 als stellvertretender Leiter an das Generalkonsulat Shanghai ging, arbeitete Möbs von 2008 bis 2011 als Referatsleiter im Auswärtigen Amt. Von Shanghai erfolgte der Wechsel nach Tokio, wo Möbs von 2014 bis 2019 die Abteilungen Politik und Wirtschaft und Wissenschaft leitete.
Von August 2019 bis Juni 2022 war Möbs als Botschafter in Kuwait tätig.
Möbs ist verheiratet und hat vier Kinder.